# Lucidio Sentimenti
Lucidio Sentimenti (també conegut com a Sentimenti IV; 1 de juliol de 1920 - 28 de novembre de 2014) fou un futbolista italià de la dècada de 1950.
El nom Sentimenti IV prové del fet que era el quart de cinc germans, Ennio (I), Arnaldo (II), Vittorio (III) i Primo (V).
Fou 9 cops internacional amb la selecció italiana amb la qual participà en la Copa del Món de futbol de 1950.
Pel que fa a clubs, defensà els colors de Modena FC, Juventus FC i SS Lazio.

## Palmarès
Vicenza
- Serie B: 1954-55